# バレーボールチュニジア男子代表
バレーボールチュニジア男子代表（バレーボールチュニジア だんしだいひょう）は、バレーボールの国際大会で編成されるチュニジアの男子バレーボールナショナルチームである。

## 歴史
1957年に国際バレーボール連盟へ加盟。アフリカ選手権最多優勝11回、準優勝7回を数える有力チームであり、アフリカ大陸の国として初めて1972年ミュンヘンオリンピックに出場を果たしたチームでもある。
1999年にイタリア人監督アントニオ・ジャコッベが就任すると、アフリカの強豪から世界レベルで戦える力を付け、2000年代半ばにかけて大きな成長を見せたが、2000年代後半からエジプトに押され、北京オリンピックアフリカ予選は4位に終わり出場権を逃したほか、2009年アフリカ選手権では決勝ラウンドへ進めず、初めてアフリカ選手権のメダルを逃した。
世界選手権は2010年アフリカ予選を突破し、2002年大会から連続出場を決めている。

## 過去の成績

### オリンピックの成績
| - 1964年 - 不出場 - 1968年 - 不出場 - 1972年 - 12位 - 1976年 - 不出場 - 1980年 - 不出場 - 1984年 - 9位 | - 1988年 - 12位 - 1992年 - 予選敗退 - 1996年 - 12位 - 2000年 - 予選敗退 - 2004年 - 11位 - 2008年 - アフリカ予選敗退 | - 2012年 - 11位 - 2016年 - アフリカ予選敗退 - 2020年 - 11位 |

### 世界選手権の成績
1949年から1966年まで出場なし
| - 1970年 - 22位 - 1974年 - 18位 - 1978年 - 24位 - 1982年 - 21位 - 1986年 - 不出場 - 1990年 - 不出場 - 1994年 - 不出場 | - 1998年 - 不出場 - 2002年 - 19位 - 2006年 - 15位 - 2010年 - 19位 - 2014年 - 21位 - 2018年 - 23位 - 2022年 - 16位 |  |

### ワールドカップの成績
| - 1969年 - 11位 - 1981年 - 8位 - 1991年 - 8位 | - 1995年 - 12位 - 1999年 - 12位 - 2003年 - 11位 | - 2007年 - 12位 - 2015年 - 12位 - 2019年 - 12位 |

### アフリカ選手権の成績
| - 1967年 - 優勝 - 1971年 - 優勝 - 1976年 - 準優勝 - 1979年 - 優勝 - 1983年 - 準優勝 - 1987年 - 優勝 - 1991年 - 3位 | - 1993年 - 準優勝 - 1995年 - 優勝 - 1997年 - 優勝 - 1999年 - 優勝 - 2003年 - 優勝 - 2005年 - 準優勝 - 2007年 - 準優勝 | - 2009年 - 5位 - 2011年 - 3位 - 2013年 - 準優勝 - 2015年 - 準優勝 - 2017年 - 優勝 - 2019年 - 優勝 - 2021年 - 優勝 - 2023年 - 5位 |

## 歴代監督
- アントニオ・ジャコッベ（1999-2007年）/（2017-）